# Conrado de Sajonia-Meiningen
Conrado, Príncipe de Sajonia-Meiningen, Duque en Sajonia (nombre completo en alemán: Johann Friedrich Konrad Carl Eduard Horst Arnold Matthias, Ziegenberg, Hesse, Alemania, 14 de abril de 1952), es un empresario alemán y el actual jefe de la casa ducal de Sajonia-Meiningen. 

## Príncipe de Sajonia-Meiningen
El Príncipe nació siendo el segundo hijo varón del Príncipe Bernardo de Sajonia-Meiningen, sin embargo, es el único hijo hombre de la segunda esposa dinástica de su padre, la baronesa Vera Schäffer von Bernstein (1914-1994), el tiene dos hermanas junto a sus padres.
Su medio hermano mayor, el príncipe Federico Ernesto (1935-2004), no heredó ni tenía derechos dinásticos a la jefatura de la casa ducal de Sajonia-Meiningen por ser producto de un matrimonio morganático con la plebeya Margot Grössler, a diferencia de Conrado. 
El príncipe Conrado estudió economía en la Universidad de Heidelberg y gestión empresarial en la Universidad de Gotinga.

## Vida pública
A la muerte de su padre el 4 de octubre de 1984, el príncipe Conrado heredó la jefatura de la Casa ducal de Sajonia-Meiningen.
Desde que se convirtió en jefe de la casa, se hace llamar y a veces se le otorga el título de duque de Sajonia-Meiningen, además del título de Duque de Sajonia, que todos los miembros masculinos de la casa de Wettin tienen. En 1996, el príncipe Conrado inició un proceso judicial contra el gobierno ruso que buscaba la rehabilitación de propiedades que habían sido expropiadas después de la Segunda Guerra Mundial por la Unión Soviética.
Profesionalmente, el príncipe Conrado es un banquero calificado que ha trabajado para varios bancos como analista. Desde 1998, ha sido asesor independiente especializado en la reestructuración de empresas, y también ha trabajado en las industrias del aire y del automóvil. Actualmente, el príncipe Conrado es socio del bufete de abogados Rudolf Döring; y desde 2007 es director general de GWP German Wind Power GmbH.

## Sucesión
El príncipe Conrado no está casado. Su pariente masculino más cercano es su sobrino, Constantino Príncipe de Sajonia-Meiningen (n. 1980), hijo de su medio hermano mayor morganático, Federico Ernesto Príncipe de Sajonia-Meiningen de su segundo matrimonio con la princesa morganática Beatriz de Sajonia-Coburgo-Gotha, media hermana de Andrés, príncipe de Sajonia-Coburgo y Gotha. Constantino tiene un hijo, Michael (nacido en julio de 2015), con su esposa Sophia Lupus (n. 1995). Además de Constantino, se pueden encontrar descendientes masculinos adicionales de la Casa de Sajonia-Meiningen en los Barones de Saalfeld, que descienden del matrimonio morganático de Ernesto, Príncipe de Sajonia-Meiningen con Katharina Jensen. Si el príncipe Conrado no logra desmorganizar a su sobrino ni a los barones de Saalfeld, tras su muerte, la Casa de Sajonia-Meiningen se extinguirá en la línea masculina. El heredero más cercano será el primer miembro no morganático de la Casa de Sajonia-Coburgo-Gotha.

## Títulos y estilos
- 14 de abril de 1952 - 4 de octubre de 1984: Su Alteza El Príncipe Conrado de Sajonia-Meiningen.
- 4 de octubre de 1984 - presente: Su Alteza Conrado, Príncipe de Sajonia-Meiningen.

Su título completo es: Su Alteza el Príncipe Conrado de Sajonia-Meiningen, Duque en Sajonia, Príncipe de Saalfeld, Langrave en Turingia, Margrave de Meissen, Conde Palatino de Sajonia, Conde de Hennenberg, etc.